# Улица Анри Вернёя
Улица Анри Вернёя (арм. Անրի Վեռնոյի փողոց) — короткая (около 150 м) улица Еревана, в центральном районе Кентрон, проходит от улицы Карена Демирчяна (через арку в д. 91) до улицы Амиряна.
Названа в честь французского кинорежиссёра и сценариста армянского происхождения Анри Вернёя (настоящее имя Ашот Малакян, 1920—2002).

## История

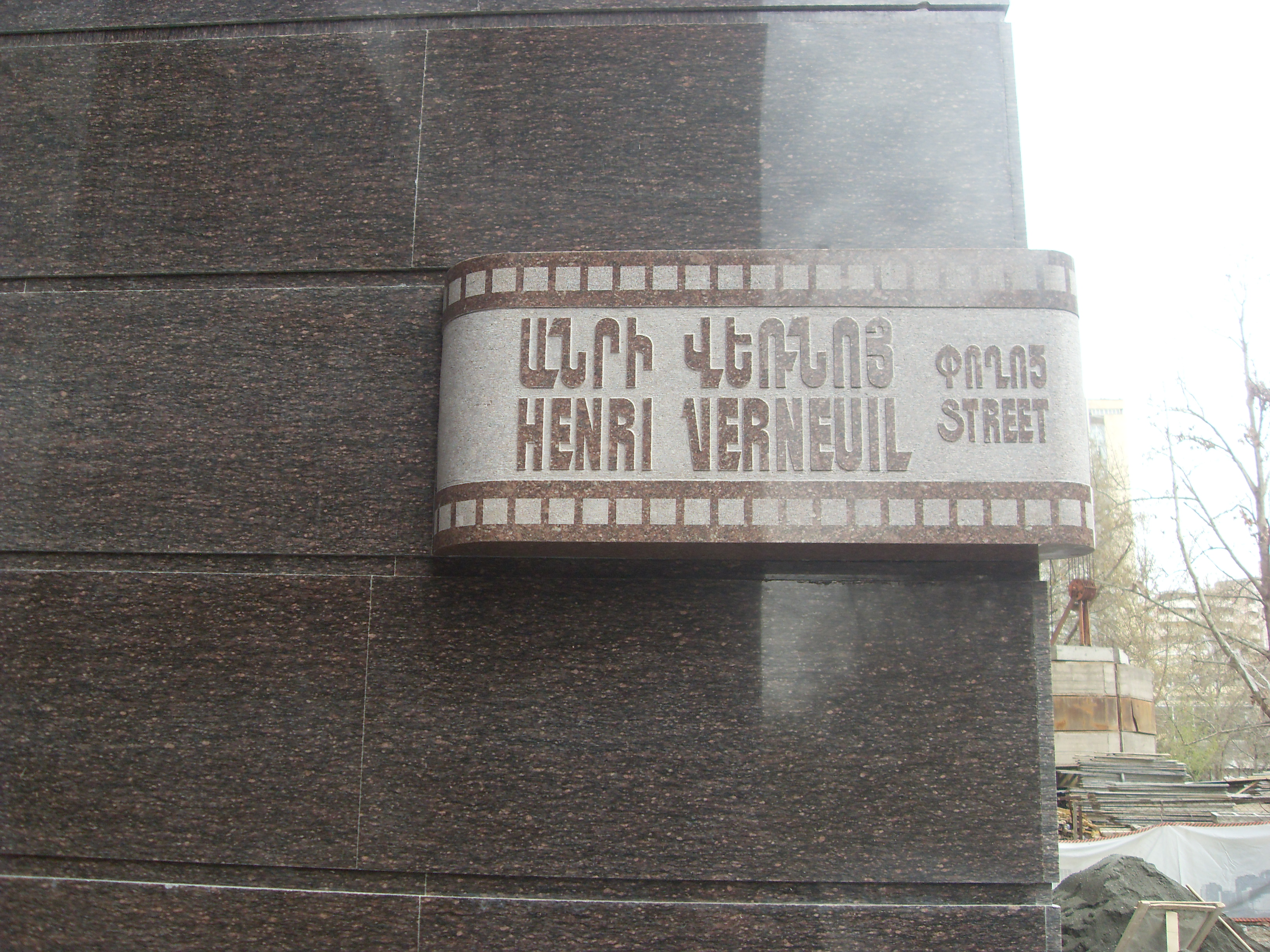

Своё название улица получила 4 апреля 2015 года, во время проведения Дней Анри Вернёя в Ереване. Улица была выбрана по близости к Ереванскому государственному институту театра и кино, где был открыт Зал имени Анри Вернёя. Назвать улицу планировалось ещё в 2014 году, поименование было отложено, чтобы в мероприятии смогли участвовать родственники Вернёя.
В торжественном открытии улицы приняли участие мэр Еревана Тарон Маргарян, сын и дочь Вернёя — Патрик и Софи Малакян, другие члены их семьи, министр диаспоры Грануш Акопян и министр культуры Республики Армения Асмик Погосян и многие гости.